# Kisszállás
Kisszállás je vas na Madžarskem, ki upravno spada pod podregijo Kiskunhalasi Županije Bács-Kiskun.